# Jean Toscan
Pour les articles homonymes, voir Toscan (homonymie).
Jean Toscan (Toscane de son vrai nom),  né le 17 mars 1930 à Marseille et mort le 9 novembre 2014 à Paris 14e, est un acteur français.

## Biographie
Il commence sa carrière à Marseille dans des courts métrages et se retrouve engagé par Marcel Pagnol pour Manon des sources. Il vient juste d'avoir 22 ans et apparaît au générique sous son véritable patronyme : Jean Toscane.

## Filmographie sélective

### Cinéma
- 1952 : Manon des sources de Marcel Pagnol
- 1954 : Les Lettres de mon Moulin de Marcel Pagnol - le Père Virgile
- 1958 : L'Eau vive de François Villiers
- 1962 : L'Abominable Homme des douanes de Marc Allégret
- 1969 : Les Racines du mal de Maurice Cam
- 1985 : Les Spécialistes de Patrice Leconte
- 1986 : Lien de parenté de Willy Rameau
- 1994 : Le Moulin de Daudet de Samy Pavel - Dom Balaguère
- 1996 : Malik le maudit de Youcef Hamidi
- 2009 : Le Roi de l'évasion d'Alain Guiraudie - Jean
- 2011 : Omar m'a tuer de Roschdy Zem - Le vieux monsieur à l'hôpital
- 2013 : Violette de Martin Provost - M. Motté

### Télévision
- 1973 : L'Hiver d'un gentilhomme (série télévisée - ORTF) de Yannick Andréi - Suret, le barbier
- 1973 : Fantasio, téléfilm de Roger Kahane - Un porteur
- 1974 : Affaire Bernardy de Sigoyer de  Régis Forissier [2]
- 1975 : Les Enquêtes du commissaire Maigret (série télévisée) épisode La Folle de Maigret de Claude Boissol
- 1976 : Les Lavandes : Les lavandes et le réséda de Jean Prat
- 1977 : D'Artagnan amoureux, mini-série de Yannick Andréi : l'aubergiste d'Arles
- 1978 : Les Lavandes : Les lavandes et la liberté de Jean Prat
- 1978 : Les Lavandes : Bataille pour le lavandes de Jean Prat
- 1978 : Madame le juge de Claude Chabrol, épisode "2 + 2 = 4"
- 1979 : Les Enquêtes du commissaire Maigret, épisode : Liberty Bar de Jean-Paul Sassy
- 1979 : Un juge, un flic de Denys de La Patellière, seconde saison (1979), épisode : Les Ravis
- 1979 :  Désiré Lafarge  épisode : Désiré Lafarge et le Hollandais de Jean Pignol
- 1986 : L'Ombre des bateaux sur la ville de Jacques Krier
- 1975-1987 : Cinéma 16 - 13 téléfilms : 
  - 1975 : Esquisse d'une jeune femme sens dessus-dessous de Alain Boudet - Le professeur de langues
  - 1976 :  Les lavandes et le réseda de Jean Prat - Vignon
  - 1977 : Le dernier des Camarguais  de Jean Kerchbron - Un client du bar
  - 1978 : Thomas Guérin, retraité de Patrick Jamain
  - 1978 : : La discorde  de Georges Franju - M. Emile
  - 1979 : Fou comme François de Gérard Chouchan - Gaston
  - 1980 : Le secret de Batistin de Jean Maley - Cyprien
  - 1980 : C'est grand chez toi de Patrick Jamain
  - 1980 : Les filles d'Adam de Eric Le Hung - Le policier
  - 1981 : Une fugue à Venise de Josée Dayan - Le gardien de prison
  - 1986 : Le cadeau de Sébastien de Franck Apprederis
  - 1986 : Le fils-père de Serge Korber - Le chef du personnel
  - 1987 : Le prix d'un homme de Guy Jorré - Rousseau

## Distinctions
- 2009 : Mention spéciale du Jury Second rôle du Festival Jean Carmet des seconds rôles - Le Roi de l'évasion